# La Triennale
La Triennale, anciennement nommée La Force de l'art, est une manifestation culturelle organisée tous les trois ans, et ayant pour objectif de donner un aperçu de l'activité artistique en France, tant celle des artistes français que celle d'artistes étrangers travaillant en France, qu'ils soient vivants ou non.
À l'initiative du ministère de la Culture et de la Communication (Direction générale de la Création artistique), La Triennale est organisée par le Centre national des arts plastiques et le Palais de Tokyo.
Les deux premières éditions de la Triennale, souhaitée à l'origine par Dominique de Villepin[réf. souhaitée], se sont déroulées en 2006 et en 2009 sous la nef du Grand Palais (Paris). La dernière édition s'est tenue en 2012 au nouveau Palais de Tokyo, dont cela a été l'exposition d'inauguration. 

## Principe
L'objectif de La Triennale est de donner un panorama de l'art contemporain en France, une certaine idée des grands thèmes abordés actuellement par les artistes, et de la manière dont ils sont traités. À côté des têtes d'affiches contemporaines, les commissaires peuvent y exposer des artistes plus historiques, certains faisant déjà partie de l'histoire de l'art.
Cette manifestation invite le public, tous les trois ans, à découvrir et à comprendre l'art d'aujourd'hui et son influence sur les représentations de notre société. Elle repose sur des « propositions », ou « cartes blanches », faites par des personnalités issues du monde de l'art, qui présentent leur vision de la création contemporaine :
- commissaires d'exposition,
- critiques d'art,
- historiens d'art,
- directeurs de centres d'art,
- artistes.

La Triennale est ainsi constituée de multiples expositions personnelles, incarnant une diversité de générations et de points de vue sur l'art contemporain en France.

## Historique

### «La Force de l'art 01» en 2006
- Calendrier : du 10 mai au 25 juin 2006[2]
- Lieu : Grand Palais, Paris
- Expositions et commissaires[3]
  - Entre les lignes : Philippe Vergne (directeur adjoint et conservateur en chef du Walker Art Center, Minneapolis, USA)
  - Glissades - « Être le ministre de sa propre culture » : Nathalie Ergino (directrice de l'Institut d'art contemporain de Villeurbanne)
  - Vision(s) - Peinture en France : Richard Leydier (critique d'art et rédacteur à artpress)
  - Neuf à 12 : Dominique Marchès (conseiller artistique indépendant et photographe)
  - Interpositions : Paul Ardenne (historien de l'art et enseignant)
  - Laboratoire Pour Un Avenir Incertain : Hou Hanru (commissaire d'exposition indépendant)
  - « Je ne crois pas aux fantômes, mais j'en ai peur » : Bernard Marcadé (critique d'art, commissaire indépendant et enseignant)
  - Ecart : Anne Tronche (historienne de l'art)
  - « Rose Poussière » : Olivier Zahm (directeur du magazine Purple et critique d'art)
  - Objectivités : Daniel Soutif (critique d'art)
  - Superdéfense : Eric Troncy (codirecteur du centre d'art Consortium, Dijon, et critique)
  - Heimatlos / Domicile : Lóránd Hegyi (directeur général du Musée d'art moderne de Saint-Étienne Métropole)
  - Affiches, livres, magazines, vidéoclips, etc. : design graphique : Catherine de Smet (historienne de l'art)
  - Le Baron de Triqueti : Xavier Veilhan (artiste)
  - Ici, Pas là : Eric de Chassey (historien de l'art et enseignant)
- Artistes exposés
  - 200 artistes, notamment : Ronan Barrot, Pierre Bismuth, Christian Boltanski, Claude Closky, Vincent Corpet, François Curlet, Jean Daviot, Stephen Dean, Gloria Friedmann, Antonio Gallego, Michel Gondry, Pierre Huyghe, Bertrand Lavier, Annette Messager, François Morellet, Jean-Luc Moulène, Philippe Parreno, Stéphane Pencréac'h, Paul Rebeyrolle, Claude Rutault, Jean-Michel Sanejouand, Alain Séchas, Pierre Soulages, Philippe Thomas, Hervé Télémaque, Djamel Tatah, Xavier Veilhan, Daniel Walravens
- Organisation
  - Proposition : ministère de la Culture et de la Communication
  - Organisation : Délégation aux arts plastiques et Réunion des musées nationaux
  - Comité de réflexion[1] : Patrick Bongers (président du Comité professionnel des galeries d’art), Henry-Claude Cousseau (directeur de l’École nationale supérieure des beaux-arts de Paris), Gilles Fuchs (président de l’Association pour la diffusion internationale de l’art français - ADIAF), Laurent Le Bon (conservateur au Musée national d’art moderne - Centre Georges Pompidou), Eric Mangion (directeur du centre d’art de la Villa Arson, Nice), Catherine Millet (directrice de la rédaction d’artpress), Jean-Luc Monterosso (directeur de la Maison européenne de la photographie, Paris), Alain Reinaudo (directeur du département des arts visuels de l’Association française d’action artistique - AFAA), Jean-Charles Vergne (directeur du Fonds régional d’art contemporain - FRAC Auvergne).
- Fréquentation : 80 000 visiteurs (moyenne de 3 333 visiteurs par jour)[4].

### «La Force de l'art 02» en 2009
- Calendrier : du 24 avril au 1er juin 2009[5]
- Lieu : Grand Palais, Paris
- Commissaires[5]
  - Jean-Louis Froment
  - Jean-Yves Jouannais
  - Didier Ottinger (conservateur au Musée d'art moderne du Centre Pompidou)
- Architecte[5]
  - Philippe Rahm
- Artistes exposés
  - dans le cadre de l'exposition principale sous la verrière du Grand Palais[6] : Boris Achour, Kader Attia, Véronique Aubouy, Fayçal Baghriche, Gilles Barbier, Olivier Bardin, Dominique Blais, Michel Blazy, Xavier Boussiron et Arnaud Labelle-Rojoux, Alain Bublex, Butz&Fouque, Stéphane Calais, Mircea Cantor, James Coleman, Pascal Convert, Damien Deroubaix, Dewar&Gicquel, Nicolas Fenouillat, Jean-Baptiste Ganne, Fabien Giraud et Raphaël Siboni, Grout/Mazéas, Fabrice Hyber, Le Gentil Garçon, Guillaume Leblon, Frédérique Loutz, Stéphane Magnin, Didier Marcel, Philippe Mayaux, Anita Molinero, Bruno Peinado, Philippe Perrot, Julien Prévieux, Cannelle Tanc et Frédéric Vincent, Fabien Verschaere, Wang Du, Virginie Yassef
  - dans le cadre d'expositions annexes[7] : Daniel Buren au Grand Palais, Gérard Collin-Thiébaut au musée du Louvre, Bertrand Lavier à la tour Eiffel, Annette Messager au Palais de la découverte, Orlan au musée Grévin, Pierre et Gilles à l’église Saint-Eustache
- Fréquentation : 67 286 visiteurs (moyenne de 1 979 visiteurs par jour). En prenant en compte les lieux d'expositions annexes (Louvre, Palais de la découverte, musée Grévin, église Saint-Eustache), la fréquentation est de 107 000 visiteurs (moyenne de 3 057 visiteurs par jour)[4],[8].

### La Triennale 2012, "Intense proximité"[9]
- Calendrier : du 19 avril au 26 août 2012.
- Lieux : Palais de Tokyo[9], Bétonsalon[10], Laboratoires d'Aubervilliers[11], Crédac[12], Galliera, musée de la Mode de la Ville de Paris[13], Instants Chavirés[14], Grand Palais[15], Musée du Louvre[9].
- Commissaires
  - Okwui Enwezor (commissaire général)
  - Mélanie Bouteloup, Abdellah Karroum, Émilie Renard, Claire Staebler (Commissaires associés)

- Artistes exposés[16]

Marc Allegret & André Gide, Marcel Griaule, Pierre Verger, Wifredo Lam, Walker Evans, Claude Lévi-Strauss, Helen Levitt, Jean Rouch, Carol Rama, Ivan Kožari, Geta Brătescu, Yvind Fahlström, Timothy Asch, Lorraine O'Grady, Sarkis, Daniel Buren, Ahmed Bouanani, Antoni Muntadas, Werner Herzog, Georges Adéagbo, David Hammons, Annette Messager, Eugenio Dittborn, El Anatsui, Lothar Baumgarten, Haim Steinbach, Michael Buthe, Rainer Werner Fassbinder, Ewa Partum, Adrian Piper, Chantal Akerman, Trinh T. Minh-ha, Miklos Onucsan, Terry Adkins, Teresa Tyszkiewicz, Carrie Mae Weems, Anne Lacaton & Jean-Philippe Vassal, Thomas Struth, Jean-Luc Moulène, Alfredo Jaar, Thomas Hirschhorn, Jochen Lempert, Isaac Julien, Peter Friedl, Rirkrit Tiravanija, Dan Perjovschi, Meschac Gaba, Guy Tillim, Rosângela Rennó, Ariella Azoulay, Luc Delahaye, Huma Bhabha, Claude Closky, Ali Essafi, Pauline Boudry / Renate Lorenz, Monica Bonvicini, Ellen Gallagher, Alejandra Riera & Andreas Maria Fohr, Walid Sadek, Barthélémy Toguo, Minouk Lim, Chris Ofili, Ivan Boccara, Joana Hadjithomas & Khalil Joreige, Jason Dodge, Marcia Kure, Jewyo Rhii, Yto Barrada, Adel Abdessemed, Joost Conijn, Selma & Sofiane Ouissi, Wangechi Mutu, Seulgi Lee, David Maljkovic, Eric Baudelaire, Emmanuelle Lainé, NaoKo TakaHashi, Isabelle Cornaro, Aneta Grzeszykowska, Clemens von Wedemeyer, Victor Man, Batoul S'Himi, Marie Voignier, Younes Rahmoun, Bouchra Khalili, Desire Machine Collective, Nicholas Hlobo, Hiwa K, Lili Reynaud-Dewar, Hassan Khan, Bojan Fajfric, Köken Ergun, Konrad Smolenski, Anca Benera & Arnold Estefan, Mathieu Kleyebe Abonnenc, Haroon Mirza, Basim Magdy, Carolina Caycedo, Camille Henrot, Ziad Antar, Nina Canell, Tarek Atoui, Dominic Lang, Karthik Pandian, Louise Hervé et Chloé Maillet, Aurelien Porte, Ekta Mittal & Yashaswini Raghunandan, Bertille Bak, Adam Pendleton, Neil Beloufa, Dominique Hurth, Mihut Boscu,  Centre for Visual Introspection
- Production[17]
  - Centre national des arts plastiques (CNAP)
  - Direction générale de la création artistique (DGCA)

- Coordination éditoriale
  - Centre national des arts plastiques (CNAP)
    - Marc Sanchez: Directeur de la production artistique
    - Sibylle Roquebert: Coordinatrice d'exposition
    - Justine Mercier, Responsable de la médiation et des publics

Sous le titre « Intense proximité », la troisième édition de La Triennale met l'accent sur les relations, au XXe siècle, entre création artistique et ethnographie. Le projet d'exposition a été conçu avec la participation d'ethnologues, de photographes, de réalisateurs et d'écrivains.

## Manifestations similaires à l'international
- États-Unis[1]
  - The Greater New York du P.S. 1 Contemporary Art Center
  - Whitney Biennial
- Grande-Bretagne[1]
  - British Art Show
  - Tate Triennal (Tate Britain)
- Italie
  - Triennale de Milan